# Comité Olímpico Cubano
El Comité Olímpico Cubano (COC) es una de las 204 organizaciones deportivas nacionales pertenecientes al Movimiento Olímpico. Fue reconocido por el Comité Olímpico Internacional el año 1954.

## Historia
Cuba participó en la segunda edición de los Juegos Olímpicos en París con la asistencia del esgrimista Ramón Fonst. Para 1914, el canadiense Dick Grant propuso al presidente cubano Mario García Menocal la posibilidad  de que el país acogiera la séptima edición de los Juegos. Aunque desestimada, Dick comunicó la petición al presidente del COI, Pierre de Coubertin, en lo que sería la primera solicitud de un país Iberoamericano para organizar la justa deportiva.
Entre los años 1926 y 1935, y gracias a las iniciativas del señor Dick y del conde Henry de Baillet Latour, se comenzó a gestar la fundación del comité olímpico nacional, pero el apoyo gubernamental era escaso. El 21 de agosto de 1937, se creó oficialmente el Comité Olímpico Cubano por la Junta Nacional; y por el Decreto Ley 1509 la organización y la participación de los deportistas a los eventos multideportivos comenzó a ser más permanente.